# Nakajima J1N
Nakajima J1N «Gekko» (яп. 月光, «Гекко» («Місячне сяйво»)) — серійний розвідник та винищувач Імперського флоту Японії періоду Другої світової війни.
Кодова назва союзників - «Ірвінг» (англ. Irving).

## Історія створення
Під час війни в Китаї китайці відводили свої винищувачі за радіус дії японських винищувачів  прикриття Mitsubishi A5M, внаслідок чого бомбардувальники Mitsubishi G3M зазнавали серйозних втрат. Спроби пристосувати для прикриття модернізовані літаки G3M з додатковим стрілецьким озброєнням та закупка винищувачів Seversky 2PA-B3 успіху не принесли. Тому командування авіації флоту сформулювало технічне завдання «13-Сі» на розробку дальнього ескортного винищувача. Технічні вимоги в основному повторювали характеристики тільки що прийнятого на озброєння французького винищувача Potez 630. Новий літак, який мав бути тримісним та двомоторним, мав мати швидкість 520 км/г, дальність польоту 2 100 км з нормальним запасом палива та 3 700 км з підвісними паливними баками. Озброєння мало складатись з 20-мм гармати, двох 7,7-мм кулеметів, направлених вперед та захисного 7,7-мм кулемета в задній частині літака. Маневреність мала бути не гіршою, ніж в літака Mitsubishi A6M Zero, який в той час тільки проходив випробування.
Замовлення були видані фірмам Mitsubishi та Nakajima. Mitsubishi, яка на той час була завантажена проєктами винищувача А6М та бомбардувальника Mitsubishi G4M, не змогла виділити ресурси на розробку ще одного винищувача, тому проєкт J1M залишився нереалізованим.
Фірма Nakajima підійшла до замовлення серйозніше. Був сформований конструкторський відділ під керівництвом Катсуї Накамура, автора торпедоносця Nakajima B5N. Ним був спроєктований аеродинамічно чистий низькоплан з двигунами  Nakajima Sakae потужністю 1 130 к.с. Для компенсації реактивного моменту були розроблені дві модифікації двигуна - Nakajima Sakae-21 та Nakajima Sakae-22 з протилежним напрямом обертання гвинтів. Озброєння складалось з 20-мм гармати «Тип 99», двох 7,7-мм кулеметів «Тип 97» в носовій частині та двох дистанційно керованих башт з двома 7,7-мм кулеметами кожна. Башти, а також шасі та закрилки управлялись за допомогою гідравліки. 
Проте в цей час інтенсивність боїв в Китаї знизилась, а модифіковані A5M4 з підвісними паливними баками та нові A6M, які почали надходити у війська, вирішували завдання прикриття бомбардувальників. В результаті перший політ J1N відбувся лише у травні 1941 року. Для покращення маневреності другий прототип був обладнаний закрилками, які відхилялись на 20° при бойовому маневруванні та на 40° при посадці. 
Флотські випробування, які розпочались в серпні 1941 року, виявились невдалими, оскільки літак вийшов переобтяженим, мав проблеми через протилежні напрями обертання гвинтів та складну гідравлічну систему.
Дистанційно керовані башти виявились важкими, а їх наведення на ціль було неточним. На віражах відзначалась вібрація елеронів. Загалом літак J1N програвав A6M2 за всіма параметрами, крім дальності польоту, тому флот вирішив відхилити цей проєкт. Але оскільки літак практично не поступався A6M2 у швидкості, але мав значно більшу дальність польоту, фірмі Nakajima було запропоновано переробити декілька майже готових машин у швидкісний розвідник берегового базування.

### J1N1-C
При перепроєктуванні машини особлива увага приділялась зниженню маси та підвищенню надійності. Запас палива був зменшений з 2270 л до 1700 л, все озброєння було зняте, двигуни із протилежним напрямом обертання Nakajima Sakae-21 та Nakajima Sakae-22 були замінені лише на Nakajima Sakae-21. Для збільшення дальності польоту при зменшенні запасу палива була передбачена можливість встановлення двох підвісних паливних баків по 330 л кожен. Зміни торкнулись також фюзеляжу: в носовій частині розміщувались пілот та стрілець-радист з 13-мм кулеметом «Тип 2». Штурман розміщувався в окремій кабіні позаду крила.
Модифікований літак успішно пройшов випробування і у липні 1942 року був прийнятий на озброєння під назвою Морський розвідник Тип 2 (або J1N1-C). Але оскільки потреба у розвіднику була не такою гострою, як у винищувачах та бомбардувальниках, за період з квітня 1942 року по березень 1943 року було випущено 54 літаки, включаючи дослідні взірці.
Згодом літак був перейменований у J1N1-R. На деяких машинах за кабіною пілота були встановлені 20-мм гармати «Тип 99». Ця модель отримала позначення J1N1-F.

### J1N1-S

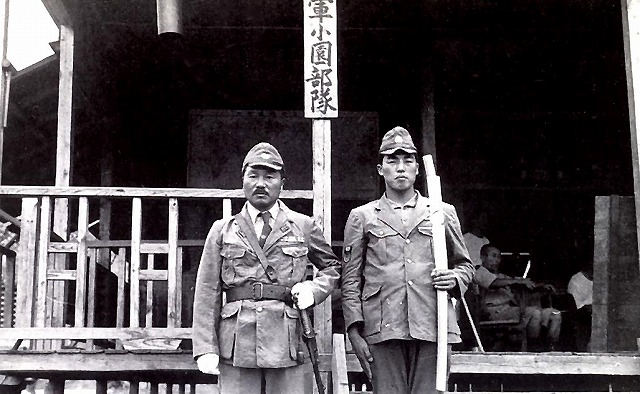
Ясуно Кодзоно (зліва) на Рабаулі, 1943 рік

Навесні 1943 року Ясуно Кодзоно, командир однієї з частин, на озброєнні якої перебували J1N1-C, запропонував встановити гармати у фюзеляжі літака, розміщені під кутом до горизонту. Таким чином, розвідник перетворювався в нічний винищувач. Незабаром декілька літаків були переобладнані в польових умовах - на них на місці кабіни штурмана встановили дві 20-мм гармати «Тип 99» з нахилом 30° уверх і ще дві - з нахилом вниз. Переобладнаний літак отримав позначення J1N1-C KAI. Незабаром за його допомогою були перехоплені та збиті декілька бомбардувальників Consolidated B-24 Liberator. Успіх експерименту, а також усвідомлення потреби в нічних винищувачах, змусили командування ВПС флоту видати фірмі Nakajima завдання перейти від випуску розвідників до винищувачів.
Новий літак, який отримав позначення J1N1-S (а також власну назву «Гекко» («Місячне сяйво»)), розпочалось у серпні 1943 року. Озброєння літака було подібне до J1N1-C KAI, були внесені деякі зміни в конструкцію фюзеляжу та кіля. 
Бойовий досвід показав неефективність гармат, які стріляли вниз, тому згодом від них відмовились. Такі машини мали позначення J1N1-Sa.
Більшість винищувачів обладнувались локаторами з антеною в носовій частині; декілька машин отримали пошукові прожектори в носовій частині. Деколи замість локатора чи прожектора в носовій частині розміщували 20-мм гармату «Тип 99».
Виробництво винищувачів J1N тривало до грудня 1944 року. Всього було випущено 479 літаків всіх модифікацій.

## Тактико-технічні характеристики
|                         | J1N1                                          | J1N1-C                      | J1N1-S                      |
| ----------------------- | --------------------------------------------- | --------------------------- | --------------------------- |
| Екіпаж                  | 3 особи                                       | 3 особи                     | 2 особи                     |
| Довжина                 | 12.18 м                                       | 12.18 м                     | 12.77 м                     |
| Висота                  | 4.56 м                                        | 4.56 м                      | 4.56 м                      |
| Розмах крил             | 16.98 м                                       | 16.98 м                     | 16.98 м                     |
| Площа крил              | 40 м²                                         | 40 м²                       | 40 м²                       |
| Маса пустого            | 5 020 кг                                      | 4 852 кг                    | 4 840 кг                    |
| Маса спорядженого       | 7 250 кг                                      | 6 890 кг                    | 7 010 кг                    |
| Максимальна злітна маса | 8 030 кг                                      | 7 527 кг                    | 8 184 кг                    |
| Навантаження на крило   | 181.3 кг/м²                                   | 172.3 кг/м²                 | 175.3 кг/м²                 |
| Двигуни                 | Nakajima NK1F Sakae 21 Nakajima NK1F Sakae 22 | 2 × Nakajima NK1F Sakae 21  | 2 × Nakajima NK1F Sakae 21  |
| Потужність              | 2 × 1 130 к. с.                               | 2 × 1 130 к. с.             | 2 × 1 130 к. с.             |
| Питома потужність       | 3.6 кг/к.с.                                   | 3.3 кг/к.с.                 | 3.7 кг/к.с.                 |
| Максимальна швидкість   | 510 км/г (на висоті 5000 м)                   | 530 км/г (на висоті 6000 м) | 510 км/г (на висоті 5800 м) |
| Крейсерська швидкість   | 330 км/г                                      | 280 км/г                    | 330 км/г                    |
| Практична дальність     | -                                             | 2700 км                     | 2545 км                     |
| Максимальна дальність   | -                                             | -                           | 3780 км                     |
| Практична стеля         | -                                             | 10 300 м                    | 9 320 м                     |
| Час набору висоти       | -                                             | 4000 м за 5 хв. 37 с.       | 5000 м за 9 хв. 35 с.       |

### Озброєння
- J1N1:
  - 2 x 20-мм гармати «Тип 99»
  - 2 x 7.7-мм кулемети «Тип 97»

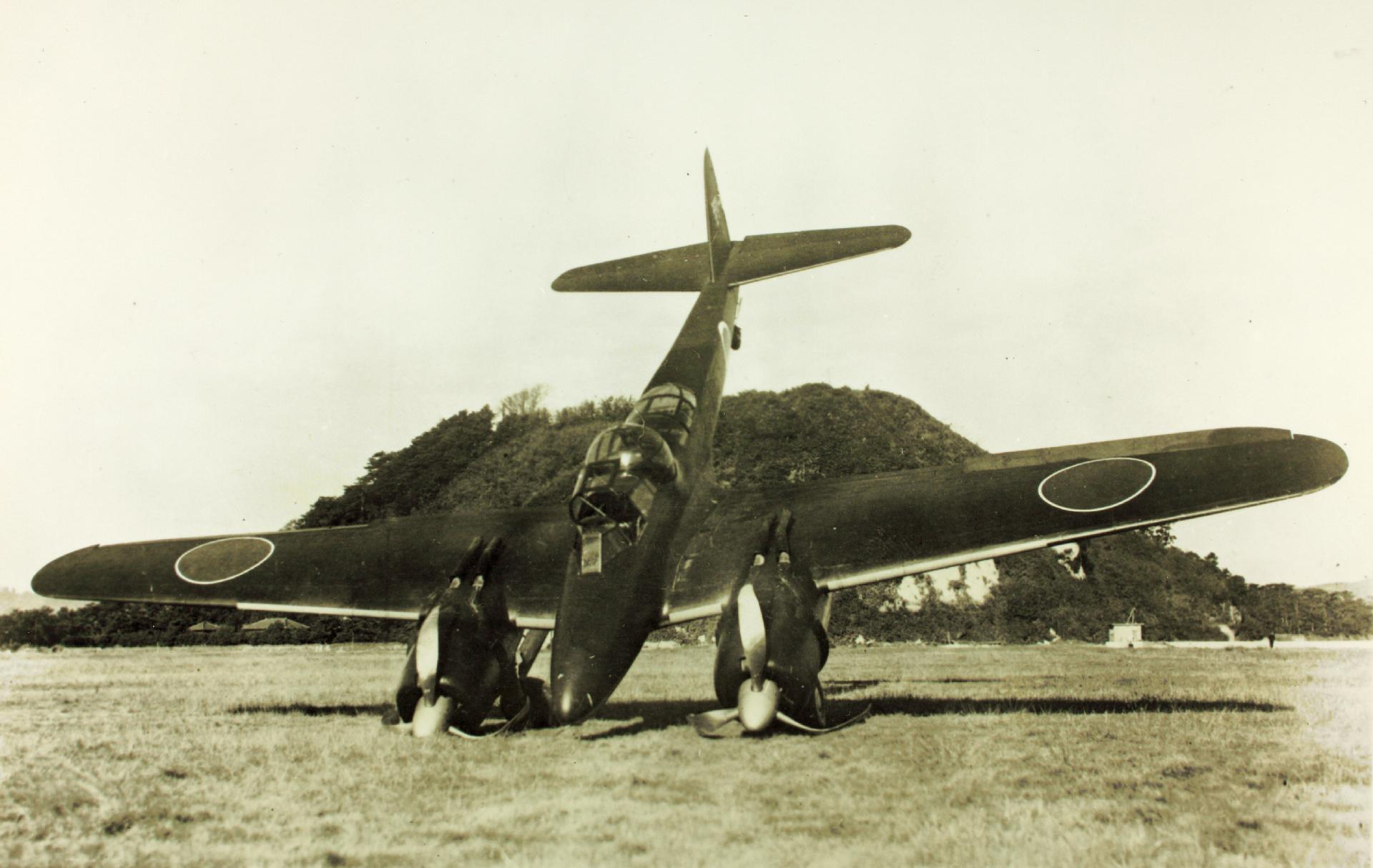
J1N1-R з 20-мм гарматою.

  - 4 x 7.7-мм кулемети «Тип 97» в дистанційній турелі
- J1N1-C, J1N1-R:
  - 13-мм кулемет «Тип 2» в турелі
- J1N1-R (деякі):
  - 20-мм гармата «Тип 99» в турелі
- J1N1-C KAI, J1N1-S:
  - 4 x 20-мм гармати «Тип 99» (дві під кутом вверх, дві під кутом вниз)
- J1N1-Sa:
  - 2 x 20-мм гармати «Тип 99» під кутом вверх
  - (опціонально) 20-мм гармата «Тип 99» в носі літака
- Бомбове:
  - 2 x 60-кг бомби

## Модифікації

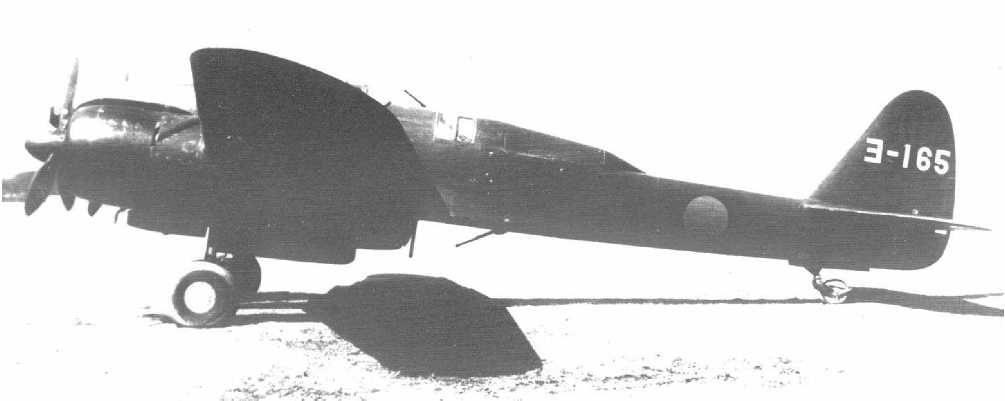
J1N1-C KAI. На відміну від серійних винищувачів все ще має подовжену кабіну розвідника. Помітно встановлені під кутом гармати.

- J1N1 — прототип (2 екз.)
- J1N1-C — варіант розвідувального літака (54 екз.)
- J1N1-C KAI — конверсія J1N-C в нічний винищувач
- J1N1-R — модифікація J1N1-C
- J1N1-F — модифікація J1N1-C з 20-мм гарматами
- J1N1-S «Гекко» — нічний винищувач
- J1N1-Sa — нічний винищувач без нижніх гармат

## Історія використання

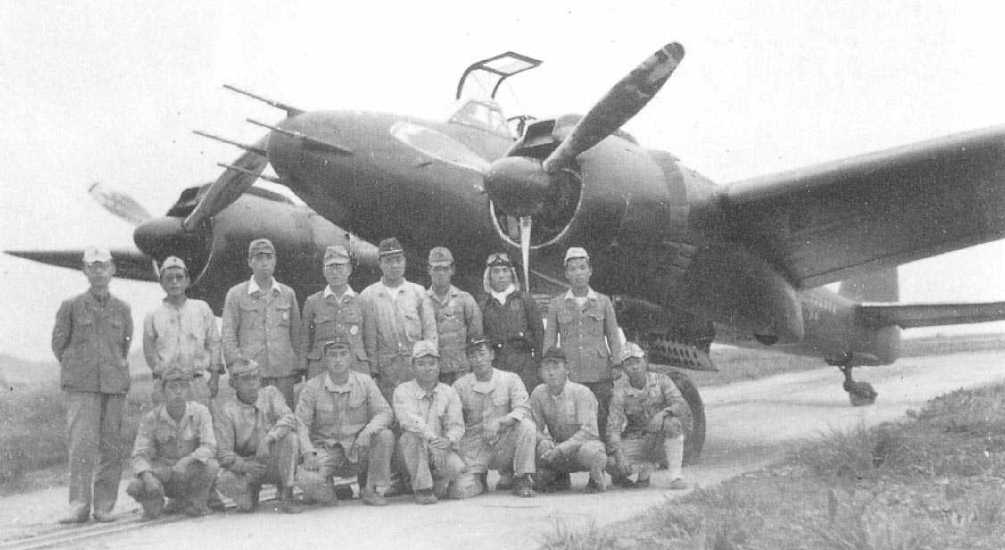
Nakajima J1N-S

Розвідники J1N1-C вперше взяли участь у бойових діях влітку 1942 року. Вони здійснювали розвідку Нової Гвінеї та північної Австралії. У вересні 1943 року, під час битви за Гуадалканал саме розвідники J1N-C провели детальну розвідку, внаслідок чого японське командування зрозуміло масштаби американської операції.
Надалі розвідники J1N1-C, зазнавши серйозних втрат, були переведені в Японію, де були включені до складу ППО метрополії.
Винищувачі J1N1-S вперше з'явились на фронті у травні 1943 року на Соломонових островах. Вони досить успішно воювали проти Boeing B-17 Flying Fortress. Проте у цей час американці стали активно використовувати та Тихому океані середні бомбардувальники North American B-25 Mitchell та Martin B-26 Marauder. Оскільки ці літаки були меншими, ніж B-17 та B-24, їх було важче помітити в нічному небі. Був зафіксований лише один випадок, коли J1N-S зумів збити B-25. З появою на фронті Boeing B-29 Superfortress літаки J1N1-S, які мали меншу швидкість, могли зробити лише одну атаку на стрій бомбардувальників.
У лютому 1944 року під час одного з нальотів американської авіації на Маріанські острови велика кількість J1N1-S була знищена на землі, після чого вцілілі літаки були розосереджені по невеликих аеродромах на островах Мікронезії, все ще підконтрольних Японії. В цей час вони рідко використовувались власне як нічні винищувачі. Частіше вони залучались до патрулювання, протичовнової оборони та супроводження конвоїв.
Під час Філіппінської операції J1N1-S використовувались для штурмовки наземних цілей та підтримки наземних сил. Багато літаків були знищені прямо на землі, не зробивши жодного вильоту, а їх екіпажі, залишившись без машин, та обслуговчий персонал брали участь у бойових діях в рядах піхоти.
Після того, як японцям стало зрозуміло, що втримати Філіппіни неможливо, залишки J1N1-S були переведені в Японію, де були включені до складу ППО. Незважаючи на меншу швидкість, вони досить успішно протистояли B-29. Наприкінці війни більшість вцілілих J1N1-S були використані як камікадзе. При цьому вони озброювались двома 250-кг бомбами.

## Оператори
Японська імперія
- Авіація імперського флоту Японії
  - 133-ий авіазагін
  - 141-ий авіазагін
  - 153-ий авіазагін
  - 251-ий авіазагін
  - 302-ий авіазагін
  - 322-ий авіазагін

## Вцілілі екземпляри

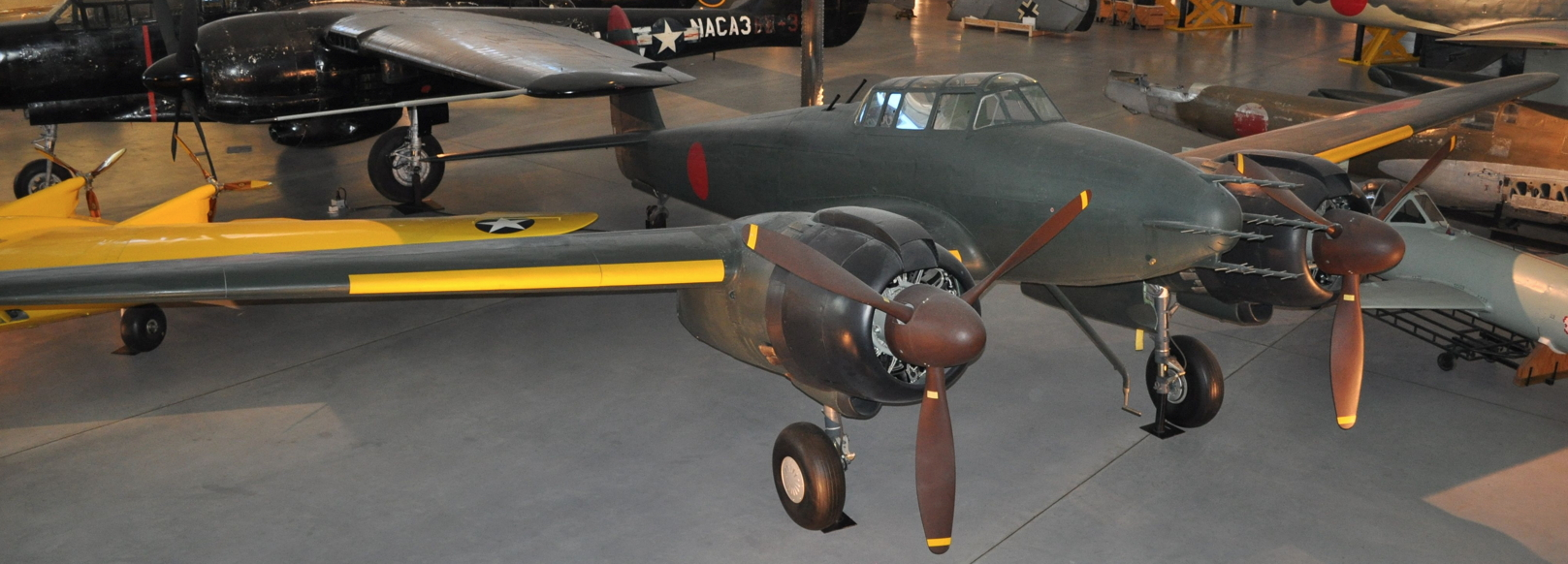
J1N1-S в Центрі Стівена Удвара-Гезі

На даний час зберігся лише один екземпляр J1N1-S, який після реставрації експонується в Центрі Стівена Удвара-Гезі.